# Списак председника влада Хрватске
Списак председника влада Хрватске обухвата списак шефова влада Демократске Федералне Хрватске (1945—1946), Народне Републике Хрватске (1946—1963), Социјалистичке Републике Хрватске (1963—1990) и Републике Хрватске од 1945. до данас.

## Председник владе НДХ
| Име и презиме | Име и презиме | Период                              |
| ------------- | ------------- | ----------------------------------- |
| Анте Павелић  | Анте Павелић  | 16. април 1941 — 2. септембар 1943. |
| Никола Мандић | Никола Мандић | 2. септембар 1943 — 8. мај 1945.    |

## У време Југославије
| Број                                 | Председник владе     | Председник владе     | Животни век | Мандат             | Мандат             | Партија                                                | Напомена |
| ------------------------------------ | -------------------- | -------------------- | ----------- | ------------------ | ------------------ | ------------------------------------------------------ | --- |
| Председник владе 1945—1953           |                      |                      |             |                    |                    |                                                        | |
| 1                                    | Владимир Бакарић     | Владимир Бакарић     | 1912—1983   | 14. април 1945.    | 6. фебруар 1953.   | Комунистичка партија Југославије (преименовано у 1952) | Први хрватски шеф владе. |
| 1                                    | Владимир Бакарић     | Владимир Бакарић     | 1912—1983   | 14. април 1945.    | 6. фебруар 1953.   | Савез комуниста Југославије (преименовано у 1952)      | Први хрватски шеф владе. |
| Председници Извршног већа 1953—1990. |                      |                      |             |                    |                    |                                                        | |
| 1                                    | Владимир Бакарић     | Владимир Бакарић     | 1912—1983   | 6. фебруар 1953.   | децембар 1953.     | Савез комуниста Југославије                            | |
| 2                                    | Јаков Блажевић       | Јаков Блажевић       | 1912—1996   | децембар 1953.     | јул 1962.          | Савез комуниста Југославије                            | Најдужи мандат хрватског шефа владе. |
| 3                                    | Звонко Бркић         | Звонко Бркић         | 1912—1977   | јул 1962.          | јун 1963.          | Савез комуниста Југославије                            | |
| 4                                    | Мика Шпиљак          | Мика Шпиљак          | 1916—2007   | јун 1963.          | мај 1967.          | Савез комуниста Југославије                            | |
| 5                                    | Савка Дабчевић-Кучар | Савка Дабчевић-Кучар | 1923—2009   | мај 1967.          | мај 1969.          | Савез комуниста Југославије                            | Вођа покрета МАСПОК у вријеме Хрватског прољећа |
| 6                                    |                      | Драгутин Харамија    | 1923—2012   | мај 1969.          | децембар 1971.     | Савез комуниста Југославије                            | |
| 7                                    | Иво Перишин          | Иво Перишин          | 1925—2008   | децембар 1971.     | април 1974.        | Савез комуниста Југославије                            | У једном тренутки обављао је функцију председника Сабора СР Хрватске и био је градоначелник Сплита. |
| 8                                    |                      | Јаков Сиротковић     | 1922—2002   | април 1974.        | 9. мај 1978.       | Савез комуниста Југославије                            | |
| 9                                    |                      | Петар Флековић       | 1932–       | 9. мај 1978.       | јул 1980.          | Савез комуниста Југославије                            | |
| 10                                   |                      | Анте Марковић        | 1924—2011   | јул 1980.          | 20. новембар 1985. | Савез комуниста Југославије                            | Био је Председник Председништва СР Хрватске и последњи Председник Владе Југославије. Водио успешне економске либерализацине реформе које су престале надолазећим конфликтом. |
| 11                                   |                      | Ема Дероси Бјелајац  | 1926—2020   | 20. новембар 1985. | 10. мај 1986.      | Савез комуниста Југославије                            | |
| 12                                   | Антун Миловић        | Антун Миловић        | 1934—2008   | 10. мај 1986.      | 30. мај 1990.      | Савез комуниста Југославије (пре јануара 1990)         | Панјугословенски Савез комуниста Југославије (SKJ) се поделио у јануарау 1990. године на републичке странке чланице. У Хрватској се Савез комуниста Хрватске (касније реформиран Социјалдемократску партију Хрватске) отцепио од центалне партије и успоставио прве демократске изборе. |
| 12                                   | Антун Миловић        | Антун Миловић        | 1934—2008   | 10. мај 1986.      | 30. мај 1990.      | Савез комуниста Хрватске (после јануара 1990)          | Панјугословенски Савез комуниста Југославије (SKJ) се поделио у јануарау 1990. године на републичке странке чланице. У Хрватској се Савез комуниста Хрватске (касније реформиран Социјалдемократску партију Хрватске) отцепио од центалне партије и успоставио прве демократске изборе. |

### После првих вишепартијских избора
| Број                                                    | Председник владе | Председник владе | Животни век | Мандат — Изборни мандати | Мандат — Изборни мандати | Партија                        | Напомена |
| ------------------------------------------------------- | ---------------- | ---------------- | ----------- | ------------------------ | ------------------------ | ------------------------------ | --- |
| Председници Владе 1990. па надаље, у оквиру Југославије |                  |                  |             |                          |                          |                                | |
| 1 (13)                                                  | Стјепан Месић    | Стјепан Месић    | 1934–       | 30. мај 1990.            | 24. август 1990.         | Хрватска демократска заједница | Први званичник који је носио титулу „Председник Владе“ после 1953. године. Касније је био Председник Републике Хрватске, а и био је последњи Председник Председништва СФРЈ. |
| 1 (13)                                                  | Стјепан Месић    | Стјепан Месић    | 1934–       | 1990                     |                          | Хрватска демократска заједница | Први званичник који је носио титулу „Председник Владе“ после 1953. године. Касније је био Председник Републике Хрватске, а и био је последњи Председник Председништва СФРЈ. |
| 2 (14)                                                  | Јосип Манолић    | Јосип Манолић    | 1920–2024   | 24. август 1990.         | 17. јули 1991.           | Хрватска демократска заједница | |
| 2 (14)                                                  | Јосип Манолић    | Јосип Манолић    | 1920–2024   | —                        |                          | Хрватска демократска заједница | |
| 3 (15)                                                  | Franjo Gregurić  | Фрањо Грегурић   | 1939–       | 17. јул 1991.            | 12. август 1992.         | Хрватска демократска заједница | Први хрватски премијер током и након њеног отцепљења од Југославије. Водио заједничку „Владу националног јединства“, покренуту због ескалације конфликта.                   |
| 3 (15)                                                  | Franjo Gregurić  | Фрањо Грегурић   | 1939–       | —                        |                          | Хрватска демократска заједница | Први хрватски премијер током и након њеног отцепљења од Југославије. Водио заједничку „Владу националног јединства“, покренуту због ескалације конфликта.                   |

## Од самосталности
-

| Број                                                           | Председник владе  | Председник владе  | Животни век | Мандат — Изборни мандати | Мандат — Изборни мандати | Партија                        | Напомена |
| -------------------------------------------------------------- | ----------------- | ----------------- | ----------- | ------------------------ | ------------------------ | ------------------------------ | --- |
| Председници Владе од самосталности (25. јун / 8. октобар 1991) |                   |                   |             |                          |                          |                                | |
| 3 (15)                                                         | Franjo Gregurić   | Фрањо Грегурић    | 1939–       | 17. јул 1991.            | 12. август 1992.         | Хрватска демократска заједница | Први хрватски премијер током и након њеног отцепљења од Југославије. Водио заједничку „Владу националног јединства“, покренуту због ескалације конфликта.                                                          |
| 3 (15)                                                         | Franjo Gregurić   | Фрањо Грегурић    | 1939–       | —                        |                          | Хрватска демократска заједница | Први хрватски премијер током и након њеног отцепљења од Југославије. Водио заједничку „Владу националног јединства“, покренуту због ескалације конфликта.                                                          |
| 4 (16)                                                         |                   | Хрвоје Шаринић    | 1935—2017   | 12. август 1992.         | 3. април 1993.           | Хрватска демократска заједница | |
| 4 (16)                                                         | 1992              | Хрвоје Шаринић    | 1935—2017   |                          |                          | Хрватска демократска заједница | |
| 5 (17)                                                         | Никица Валентић   | Никица Валентић   | 1950–2023   | 3. април 1993.           | 7. новембар 1995.        | Хрватска демократска заједница | |
| 5 (17)                                                         | Никица Валентић   | Никица Валентић   | 1950–2023   | —                        |                          | Хрватска демократска заједница | |
| 6 (18)                                                         | Златко Матеша     | Златко Матеша     | 1949–       | 7. новембар 1995.        | 27. јануар 2000.         | Хрватска демократска заједница | |
| 6 (18)                                                         | Златко Матеша     | Златко Матеша     | 1949–       | 1995                     |                          | Хрватска демократска заједница | |
| 7 (19)                                                         | Ивица Рачан       | Ивица Рачан       | 1944—2007   | 27. јануар 2000.         | 23. децембар 2003.       | Социјалдемократска партија     | Први премијер са проширеним овлашћењима након реализације новог парламентарног система у 2000. години којим је постављен председник владе за најмоћнији политички положај у земљи.                                 |
| 7 (19)                                                         | Ивица Рачан       | Ивица Рачан       | 1944—2007   | 2000                     |                          | Социјалдемократска партија     | Први премијер са проширеним овлашћењима након реализације новог парламентарног система у 2000. години којим је постављен председник владе за најмоћнији политички положај у земљи.                                 |
| 8 (20)                                                         | Иво Санадер       | Иво Санадер       | 1953–       | 23. децембар 2003.       | 6. јул 2009.             | Хрватска демократска заједница | Најдужи мандат на месту премијера од 1962. године. Поднио оставку дајући подршку Јадранки Косор за његову наследницу. Оптужен за корупцију, касније ухапшен у Аустрији и суди му се на Жупанијском суду у Загребу. |
| 8 (20)                                                         | Иво Санадер       | Иво Санадер       | 1953–       | 2003, 2007               |                          | Хрватска демократска заједница | Најдужи мандат на месту премијера од 1962. године. Поднио оставку дајући подршку Јадранки Косор за његову наследницу. Оптужен за корупцију, касније ухапшен у Аустрији и суди му се на Жупанијском суду у Загребу. |
| 9 (21)                                                         | Јадранка Косор    | Јадранка Косор    | 1953–       | 6. јул 2009.             | 23. децембар 2011.       | Хрватска демократска заједница | На дужности након оставке Иве Санадера по препоруци из писма. |
| 9 (21)                                                         | Јадранка Косор    | Јадранка Косор    | 1953–       | —                        |                          | Хрватска демократска заједница | На дужности након оставке Иве Санадера по препоруци из писма. |
| 10 (22)                                                        | Зоран Милановић   | Зоран Милановић   | 1966–       | 23. децембар 2011.       | 22. јануар 2016.         | Социјалдемократска партија     | |
| 10 (22)                                                        | Зоран Милановић   | Зоран Милановић   | 1966–       | 2011                     |                          | Социјалдемократска партија     | |
| 11 (22)                                                        | Тихомир Орешковић | Тихомир Орешковић | 1966–       | 22. јануар 2016.         | 19. октобар 2016         | Нестраначки кандидат           | |
| 11 (22)                                                        | Тихомир Орешковић | Тихомир Орешковић | 1966–       | 2015                     |                          | Нестраначки кандидат           | |
| 12 (23)                                                        | Андреј Пленковић  | Андреј Пленковић  | 1970–       | 19. октобар 2016         |                          | Хрватска демократска заједница | |
| 12 (23)                                                        | Андреј Пленковић  | Андреј Пленковић  | 1970–       | 2016, 2020, 2024         |                          | Хрватска демократска заједница | |